# Tomáš Macháč
Tomáš Macháč (Beroun, 13 de octubre de 2000) es un jugador de tenis checo. Actualmente es el jugador checo número 26.
El ranking ATP más alto de Macháč en individuales fue el número 62, logrado el 12 de febrero de 2024. Su ranking ATP más alto en dobles fue el número 86, logrado el 12 de febrero de 2024.
Macháč hizo su debut en el cuadro principal de Grand Slam en el Torneo de Roland Garros 2020. Luego de pasar la clasificación perdería en primera ronda ante Taylor Fritz en 5 set.
Hizo su debut ATP en el Torneo ATP de Melbourne 2021 II con entrada directa al cuadro principal, perdiendo en la primera ronda ante James Duckworth.

## Primeros años y antecedentes
Macháč nació en Beroun, Bohemia Central.  Empezó a jugar al tenis después de ver a su hermana mayor, Kateřina, competir en torneos.
Comenzó a entrenar en el TK Sparta Prague desde los ocho años. 

## Carrera profesional

### 2021: Primera victoria en un Grand Slam, top 150 y debut olímpico
En marzo, Macháč ganó su segundo título individual ATP Challenger en el Challenger de Almaty II 2021, tras vencer a Sebastián Ofner por 4–6, 6–4, 6–4. 

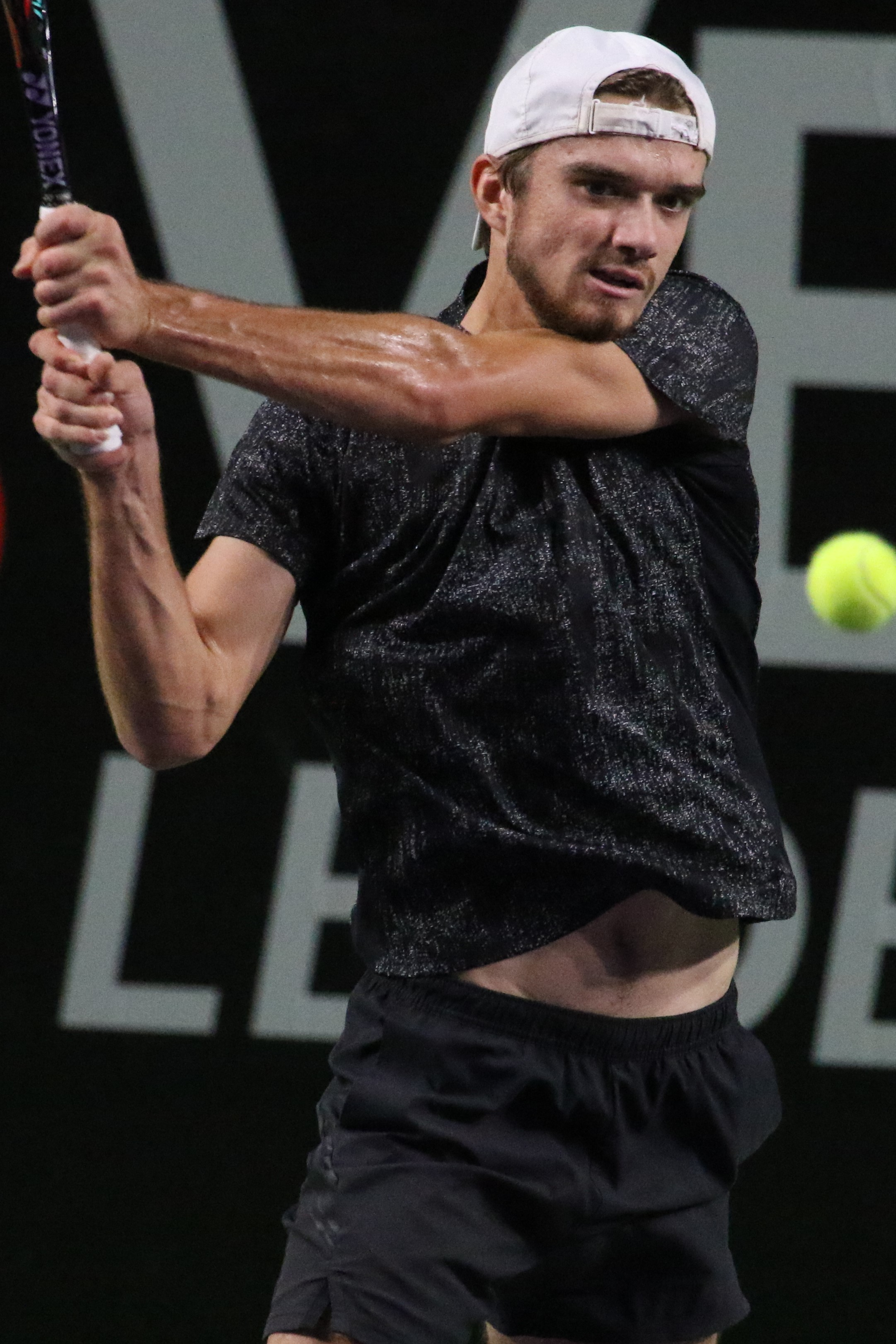
Macháč en el Internationaux de Tennis de Vendee 2021

En agosto, alcanzó su segunda final Challenger de 2021 en el Challenger de Liberec 2021, donde perdió por 6–0, 6–1 ante Alex Molčan en 58 minutos. 

### 2022: debut en Masters 1000 y primera victoria, top 100
En enero, Macháč llegó a la final del Challenger de Traralgon 2022, obteniendo su primer título Challenger en una cancha dura al aire libre, tras vencer en la final a Bjorn Fratangelo, por 7–6(2), 6–3.  Como resultado, ingresó al top 130 el 10 de enero de 2022. La semana siguiente se clasificó para el cuadro principal del Abierto de Australia de 2022, derrotando a Camilo Ugo Carabelli, Yuki Bhambri y Jesper de Jong en la clasificación. En el cuadro principal venció a Juan Manuel Cerúndolo en cuatro set para avanzar a la segunda ronda.

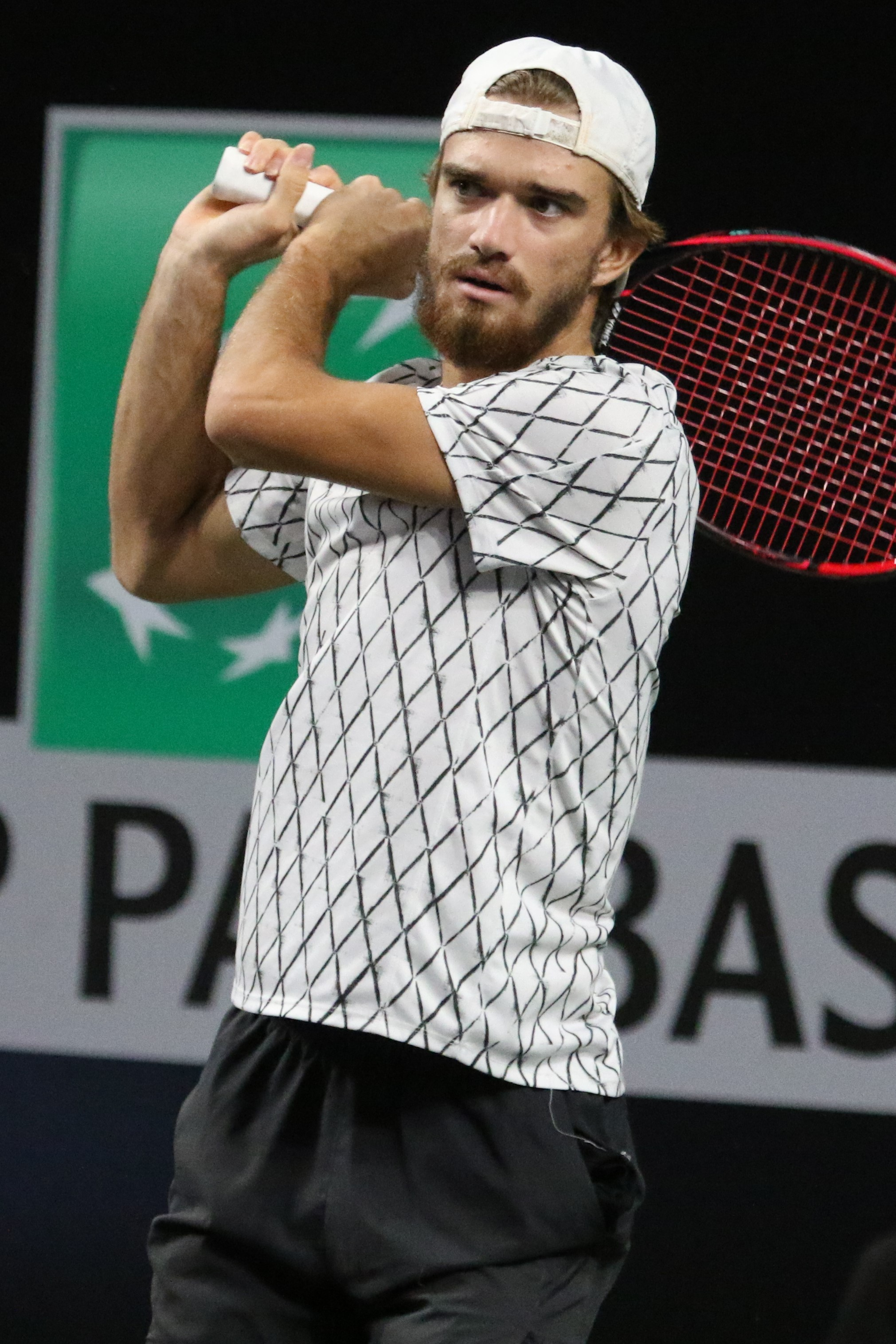
Macháč en los Internationaux de Tennis de Vendee 2022

En marzo, debutó en el Masters de Indian Wells, tras pasar la clasificación y conseguir un puesto en el cuadro principal, venciendo a Alexei Popyrin por 6-3, 7-5 en la primera ronda. En la segunda ronda perdió ante el número uno del mundo, Daniil Medvédev. 
En agosto, ganó su cuarto título Challenger en el  Challenger de Grodzisk Mazowiecki 2024 en Polonia, después de vencer a Zhang Zhizhen en la final por 1–6, 6–3, 6–2, avanzó 32 posiciones hasta el puesto número 126, el 22 de agosto de 2022.
En el mismo mes, se clasificó para el Abierto de Estados Unidos de 2022, luego de vencer a su compatriota Zdenek Kolář,  Józef Kovalík y finalmente a Flavio Cobolli para avanzar al cuadro principal, haciendo su debut en este Grand Slam. Debutó con derrota en 5 set ante Botic van de Zandschulp. 
En septiembre, llegó hasta la semifinales del Challenger de Cassis 2022 después de ganarle a Zsombor Piros en tres set, en la semifinales no pudo contra el australiano James Duckworth que lo venció en dos set por 3-6,4-6. 
En noviembre, llegó hasta las semifinales del Challenger de Bratislava II 2022, tras vencer a Lukáš Klein en tres set, perdiendo contra Márton Fucsovics, en un partido disputado que se decidió en el tercer set. En la siguiente semana, llegó a una nueva semifinales, esta vez en el Challenger de Helsinki 2022 tras vencer a Alibek Kachmazov, Otto Virtanen, Zizou Bergs y Yannick Hanfmann en semifinales, perdiendiendo la final ante Leandro Riedi por 6–3, 6–1.
Finalizó la temporada 2022, en el puesto 97 del ranking ATP. Durante el año, consiguió ganar 2 títulos, demostrando un rendimiento destacado en varias competiciones. Su balance de victorias y derrotas fue de 47 triunfos y 19 derrotas, reflejando una sólida temporada y un nivel competitivo que le permitió mantenerse en el Top 100.

### 2023: Primeros cuartos de final ATP, dos títulos Challenger, top 65
El 17 de enero, se enfrentó al número del mundo Casper Ruud en el cuadro principal del Abierto de Australia de 2023, perdiendo en 4 set, por 6-3, 7-6(6), 6-7(7) y 6-3.
En febrero, se clasificó para el Torneo de Dubái de 2023,luego de vencer a Márton Fucsovicsen tres set y vencer sorpresivamente a Matteo Arnaldi por 6-0, 6-1. En el cuadro principal pero perdió en su debut ante el número uno del mundo, Novak Djokovic, en tres sets, luego de ganarle el primero por 6-3. 
En el Torneo de Houston de 2023, alcanzó su primeros cuartos de final ATP, después de haber jugado la clasificación, en el cuadro principal derrotó a los locales Jack Sock por 6-2, 6-4 y a Marcos Girón en la segunda ronda por 6-4, 6-4. 
En junio llegó hasta la final del Challenger de Prostějov, después de vencer en semifinales al argentino Francisco Comesaña por 6-4, 6-3, en la final se enfrentó a su compatriota Dalibor Svrčina perdiendo por 6-4, 6-2. Disputó las clasificación del Campeonato de Wimbledon 2023, donde superó a dos japonés Yasutaka Uchiyama y Kaichi Uchida, y al francés Lucas Pouille, para avanzar por primera vez al cuadro principal de Wimbledon, perdiendo en ante el local Cameron Norrie.
En septiembre, llegó hasta la finales del Challenger de Cassis 2022, superando lo conseguido el año anterior, cuando llegó hasta semifinales. Superó a Alexandre Müller en tres set para llegar a las finales del torneo, donde no pudo contra Mattia Bellucci.
Ganó su quinto título Challenger en el Open d'Orléans 2023 en Francia luego de superar a Benjamin Bonzi en cuartos de final, a Richard Gasquet en las semifinales y a Jack Draper en la final en tres set, siendo el  único set que perdió un en el torneo, con esta victoria regresó al top 100 el 2 de octubre de 2023. La siguiente semana ganó el Challenger de Vendée en Mouilleron-le-Captif, Francia y alcanzó el top 85.  

### 2024: Oro en dobles mixtos en los Juegos Olímpicos, cuarta ronda del Major, semifinal del Masters, top 25, n.° 1 checo
En enero, se clasificó para el Brisbane International 2024 y derrotó a Tomás Martín Etcheverry para conseguir su primera victoria ATP de la temporada. También registró victorias en el Abierto de Australia 2024 sobre el perdedor afortunado Shintaro Mochizuki y el número 17 del mundo, Frances Tiafoe, para su primera victoria entre los 20 primeros y la más grande de su carrera, para llegar a la tercera ronda de un Grand Slam por primera vez.  En dobles, en su debut, llegó a cuartos de final con Zhang Zhizhen, sin haber ganado nunca antes un partido de dobles en un Major, eliminando a los campeones de 2020 y terceros sembrados Rajeev Ram y Joe Salisbury.  Luego llegó a semifinales después de derrotar a Ariel Behar y Adam Pavlásek. 
Su primera victoria sobre un jugador entre los 10 mejores llegó en el Masters de Miami de 2024, Macháč alcanzó la tercera ronda de un Masters 1000 por primera vez, derrotando al debutante local Darwin Blanch y  al número 6 del mundo Andrey Rublev por 6-4, 6-4. En la tercera ronda derrotó a Andy Murray en un partido de tres horas y media para llegar a la cuarta ronda de un Masters por primera vez en su carrera.  Dio un paso más para alcanzar su primer cuarto de final derrotando a Matteo Arnaldi, y alcanzó el top 50 en el ranking el 1 de abril de 2024, ubicándose en el puesto número 43 del mundo. 
Macháč alcanzó su primera semifinal ATP en el Torneo de Ginebra 2024 con una victoria sobre Alex Michelsen.  En las semifinales, Macháč venció al número uno del mundo Novak Djokovic para alcanzar su primera final de individuales a nivel ATP Tour.  Macháč perdió ante el segundo favorito y dos veces campeón de Ginebra Casper Ruud en sets seguidos. Como resultado, alcanzó el top 35 en el ranking el 27 de mayo de 2024. 
En los Juegos Olímpicos de París 2024 ganó la medalla de oro en dobles mixtos con su compañera de dobles Kateřina Siniaková.  En el mismo torneo, también alcanzó la etapa de semifinales por la medalla de bronce en dobles masculinos con Adam Pavlásek, pero perdió ante los estadounidenses Taylor Fritz y Tommy Paul.
En el Abierto de Estados Unidos de 2024, alcanzó la tercera ronda por primera vez en este Grand Slam, y por tercera vez en un Major durante la temporada, derrotando a Fabio Fognini y sorprendiendo al local Sebastián Korda, ambos en sets seguidos.  Derrotó a David Goffin para llegar a la cuarta ronda por primera vez en su carrera.  En el Torneo de Tokio 2024, alcanzó su segunda semifinal ATP en su carrera, derrotando a Alexei Popyrin, el quinto sembrado Tommy Paul y Alex Michelsen.  En el Shanghai Masters 2024 , alcanzó su primera semifinal ATP Masters 1000 sorprendiendo en el camino al sembrado n.º 11 Tommy Paul y al n.º 2 del mundo Carlos Alcaraz, su segunda victoria sobre un oponente Top 5. Como resultado, alcanzó el top 25 en el ranking de individuales y se convirtió en el jugador No.1 checo. 

## Juegos Olímpicos

### Dobles mixto

#### Medalla de oro
| Año  | Campeonato | Pareja             | Oponentes en la final    | Resultado        |
| 2024 | París 2024 | Kateřina Siniaková | Wang Xinyu Zhang Zhizhen | 6-3, 5-7, (10-8) |

## Títulos ATP (2; 1+1)

### Individual (1)
| Leyenda                         |
| Grand Slam (0)                  |
| ATP World Tour Finals (0)       |
| ATP World Tour Masters 1000 (0) |
| ATP World Tour 500 (1)          |
| ATP World Tour 250 (0)          |

| N.º | Fecha              | Torneo   | Superficie | Oponente en la final | Resultado   |
| --- | ------------------ | -------- | ---------- | -------------------- | ----------- |
| 1.  | 2 de marzo de 2025 | Acapulco | Dura       | Alejandro Davidovich | 7-6(6), 6-2 |

#### Finalista (1)
| N.º | Fecha              | Torneo  | Superficie    | Oponente en la final | Resultado |
| --- | ------------------ | ------- | ------------- | -------------------- | --------- |
| 1.  | 25 de mayo de 2024 | Ginebra | Tierra batida | Casper Ruud          | 5-7, 3-6  |

### Dobles (1)
| Leyenda                         |
| Grand Slam (0)                  |
| ATP Wourld Tour Finals (0)      |
| ATP Masters 1000 World Tour (0) |
| ATP World Tour 500 series (0)   |
| ATP World Tour 250 series (1)   |

| N.º | Fecha                 | Torneos  | Superficie | Pareja        | Oponentes en la final                  | Resultado |
| --- | --------------------- | -------- | ---------- | ------------- | -------------------------------------- | --------- |
| 1.  | 11 de febrero de 2024 | Marsella | Dura (i)   | Zhizhen Zhang | Patrik Niklas-Salminen Emil Ruusuvuori | 6-3, 6-4  |

## Títulos ATP Challenger (4; 4+0)

### Individuales (4)
| N.° | Fecha                 | Torneo                            | Superficie | Oponente en la final    | Resultado     |
| --- | --------------------- | --------------------------------- | ---------- | ----------------------- | ------------- |
| 1.  | 23 de febrero de 2020 | Challenger de Koblenz             | Dura (i)   | Botic van de Zandschulp | 6-3, 4-6, 6-3 |
| 2.  | 7 de marzo de 2021    | Challenger de Nur-Sultán 2        | Dura (i)   | Sebastian Ofner         | 4-6, 6-4, 6-4 |
| 3.  | 8 de enero de 2022    | Challenger de Traralgon           | Dura       | Bjorn Fratangelo        | 7-62, 6-3     |
| 4.  | 21 de agosto de 2022  | Challenger de Grodzisk Mazowiecki | Dura       | Zhizhen Zhang           | 1-6, 6-3, 6-2 |